# Xã Spice Valley, Quận Lawrence, Indiana
Xã Spice Valley (tiếng Anh: Spice Valley Township) là một xã thuộc quận Lawrence, tiểu bang Indiana, Hoa Kỳ. Năm 2010, dân số của xã này là 2.423 người.